# Sylvain Marcaillou
Sylvain Marcaillou (Tolosa, 8 de febrer de 1911 - Tolosa, 28 de setembre de 2007) va ser un ciclista francès que fou professional entre 1931 i 1943. En el seu palmarès destaca la Bordeus-Saintes de 1937 i la segona posició a la París-Niça del mateix any. Va finalitzar el Tour de França dues vegades entre els deu primers classificats, el 1937 i 1939.

## Palmarès
- 1931
  - 1r del Circuit de Marensin
- 1934
  - 1r del Gran Premi d'Alger
- 1936
  - 1r de la Trouville-París
  - 1r de la Ruffec-Bordeus
  - Vencedor d'una etapa de la París-Saint Étienne
- 1937
  - 1r de la Bordeus-Saintes
- 1938
  - 1r de la París-Angers
  - 1r de la Bordeus-Pau
  - Vencedor d'una etapa del Tour del Sud-oest
- 1939
  - 1r a la París-Rennes
- 1943
  - 1r a Cahors

### Resultats al Tour de França
- 1934. 34è de la classificació general
- 1936. 12è de la classificació general
- 1937. 5è de la classificació general
- 1938. Abandona (6a etapa)
- 1939. 6è de la classificació general